# Yung Gud
Carl-Mikael Göran "Micke" Berlander (nascido em 29 de agosto de 1995 (29 anos)), conhecido profissionalmente como Gud, é um DJ e produtor sueco mais conhecido como membro do grupo Sad Boys, do rapper Yung Lean, em Estocolmo. Ele começou a produzir aos 12 anos, fazendo Trance psicodélicao , que influenciou fortemente sua paleta sônica
Fora de seu papel em Sad Boys, ele lançou uma longa peça Beautiful, Wonderful , e atuou como produtor de vários atos, incluindo Halsey e Travis Scott. Ele também remixou várias canções de outros artistas, como Kacy Hill e Tinashe. Esses remixes também receberam uma resposta crítica positiva de publicações como Pigeons & Planes e The Fader.